# 室韋
室韋（しつい、拼音: Shìwéi）は、6世紀から10世紀まで中国東北部のチチハル周辺にある嫩江・アルグン川・黒竜江流域に存在していた民族。初めは失韋国と書かれた。また、モンゴル系民族の源流と考えられており、『オルホン碑文』にある三十姓タタル（オトゥズ・タタル、𐰆𐱃𐰕𐱃𐱃𐰺、Otuz Tatar）にも比定されている。

## 構成部族

### 北朝の時代
北朝から隋代にかけて室韋は5部に分裂する。
- 南室韋
- 北室韋
- 鉢室韋
- 深末怛室韋
- 大室韋…室韋の一部となっているが、言葉が通じない[3]。

### 唐代
唐代になると、さらに20数部に分かれた。
- 嶺西室韋…婆萵室韋の東。
- 山北室韋…烏羅護部と那礼部の東北。
- 黄頭室韋…嶺西室韋の東南。兵力が強く、人口が多い。東北は達姤と接する。
- 大如者室韋
- 小如者室韋…山北室韋の北。
- 婆萵室韋…小如者室韋の北。
- 訥北室韋…嶺西室韋の北。勢力がやや小さい部落。
- 駱駝室韋
- 烏素固部落…回鶻の東。
- 移塞没部落…烏素固部の東。
- 塞曷支部落…移塞没部の東。良馬を産出し、人口が多く[4]、最も勢力の強い部落[5]。
- 和解部落…塞曷支部の東。
- 烏羅護部落…和解部の東。
- 那礼部落…和解部の東。
- 烏丸国…烏羅護の東北二百余里。烏桓族の子孫[6]。
- 大室韋部落…烏丸国の北の大山の北。
- 蒙兀室韋（蒙瓦部落）…のちのモンゴル部。
- 落坦室韋…蒙兀室韋の北。
- 東室韋部落…烏丸国の東南三百里。おそらく烏桓族の子孫[7]。

## 歴史

5世紀頃の東夷諸国と室韋（失韋）の位置。

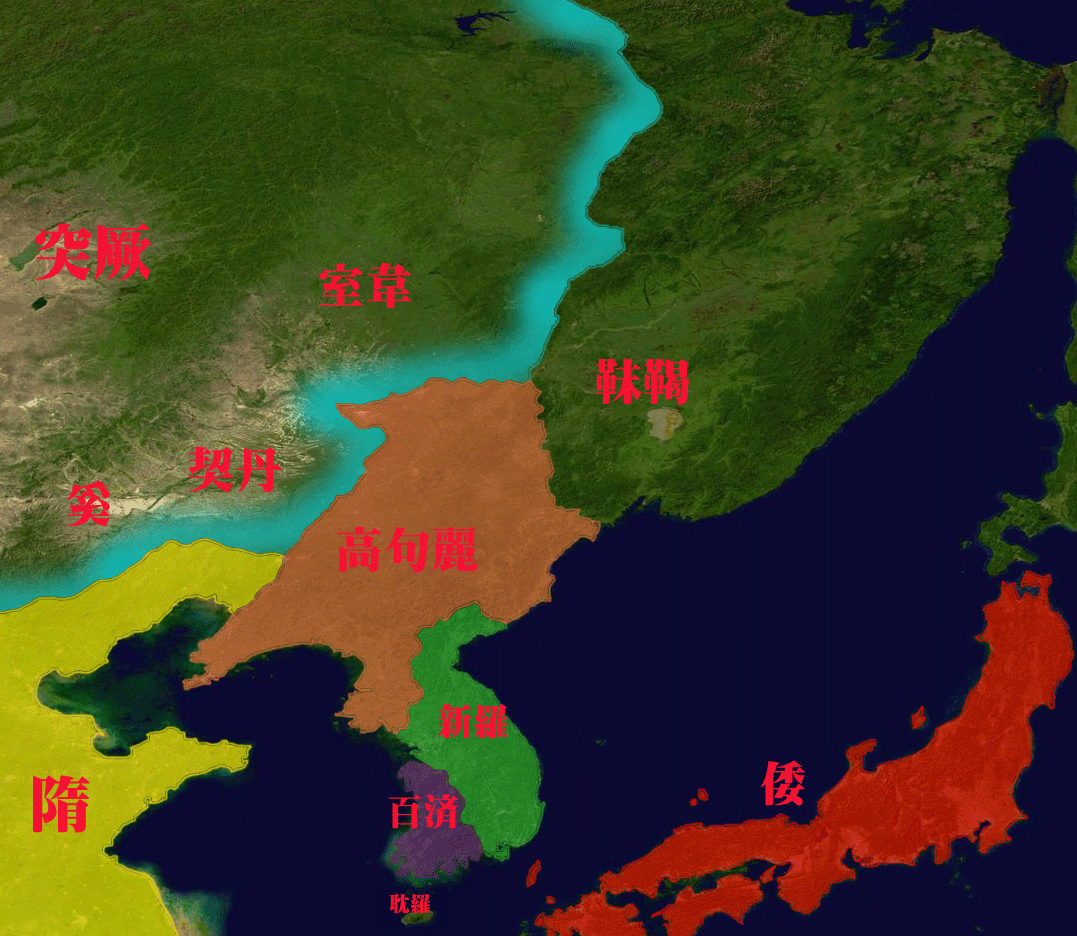
6世紀頃の東夷諸国と室韋の位置。

7世紀後半の東夷諸国と唐の羈縻（きび）支配。

8世紀、9世紀の東夷諸国。

10世紀の東夷諸国と室韋。

### 起源
史書の『隋書』『北史』では鮮卑宇文部の末裔として書かれ、『新唐書』では北部の東胡でおそらく丁零の末裔としている。
また、室韋と同類あるいは別種とされる契丹については、『新唐書』『新五代史』では「東胡の種族」・「鮮卑の遺種」とする。『旧五代史』では「匈奴の種族」と記されるが、おおむね東胡および鮮卑の子孫とされている。

### 北朝～隋代
東魏の武定2年（544年）4月、遣使の張焉豆伐らが中国に初めて朝献し、武定（543年 - 550年）の末にも朝貢した。
天保元年（550年）、東魏の禅譲を受けて北斉が成立すると、室韋は引き続いて北斉にも朝貢した。
まもなく室韋は南室韋・北室韋・鉢室韋・深末怛室韋・大室韋の5部に分裂し、君長がおらず、人民が貧弱となったため、西のモンゴル高原で勢力を拡大していた突厥の支配を受け、派遣された3人の吐屯（トゥドゥン：監察官）によって管轄された。

### 唐代
武徳年間（618年 - 626年）になって室韋は唐へ朝貢した。貞観3年（629年）にも遣使を送って貂を献上し、これ以後朝貢は絶えなかった。
武周の長寿2年（693年）に反乱を起こしたが、将軍の李多祚によって平定された。
景龍（707年 - 710年）の初め、ふたたび朝貢し、突厥討伐を願い出た。
開元（713年 - 741年）・天宝（742年 - 756年）年間は10回朝献し、大暦（766年 - 779年）年間は11回朝貢した。しかし、貞元4年（788年）、奚（けい）と共に振武を寇し、大殺掠して帰ったので、貞元5年（789年）、使者をよこして謝りに来た。
貞元8年（792年）閏12月、室韋都督の和解熱素ら10人が唐に入朝した。
大和5年（831年）から大和8年（834年）まで3回朝貢し、大和9年（835年）12月、室韋大都督の阿成ら30人が入朝した。
開成（836年 - 840年）・会昌（841年 - 846年）年間、また遣使を送って朝貢した。また、この頃回鶻残党の烏介可汗が劉沔の襲撃を受けて亡命してきたので、室韋は彼らをかくまった。そのため烏介可汗は娘を室韋に降嫁させた。その後、烏介可汗は宰相の逸隠啜か、黒車子室韋に殺される。
大中2年（848年）、烏介可汗の弟である遏捻可汗が亡命してきたので、ふたたび彼らをかくまったところ、唐の張仲武が遏捻可汗らを捕えるべく黠戛斯（キルギス）などを室韋に差し向けたため、室韋は黠戛斯宰相の阿播に大敗し、回鶻人ともども黠戛斯の略奪を受けた。
咸通（860年 - 874年）年間、大酋の怛烈は奚とともに遣使を京師に至らせた。
天復元年（901年）、契丹で遙輦氏の痕徳菫可汗が立つと、その命を受けた耶律阿保機は室韋・于厥と奚帥の轄剌哥を連破し、多くの捕虜を手に入れる。
天復4年（904年）9月、契丹が黒車子室韋を攻撃したので、唐の盧龍軍節度使である劉仁恭は数万の兵を発し、養子の趙覇を遣わしてこれを防いだ。耶律阿保機は趙覇が武州に来たことを知ると、室韋人の牟里（ブリ）を趙覇のもとへ送り、室韋の酋長に遣わされたと偽らせて平原で会合させた。耶律阿保機が先に桃山下に伏兵を置いていたため、牟里が到着するなり趙覇は捕えられ、その衆は全滅してしまう。契丹は勝ちに乗って室韋を大破した。
天祐2年（905年）7月、契丹は再び黒車子室韋を討つ。
天祐4年（907年）2月、黒車子室韋は契丹可汗となった耶律阿保機の征討を受け、その8部が契丹に降った。10月、黒車子室韋は契丹に撃破される。この年、唐の哀帝が朱全忠に禅譲し、唐朝が滅亡する。翌年（908年）5月、黒車子室韋は烏丸と共に契丹の征討を受け、その翌年（909年）10月にも契丹鷹軍の征討を受ける。

### 遼の時代
室韋は契丹に降ると、その属民として各遠征に参加したり、定期的に朝貢を行うようになる。
耶律阿保機7年（913年）10月、室韋は吐渾酋長の抜剌・迪里古ら五人とともに耶律阿保機の耶律剌葛討伐に参加し、前線の伏兵として北宰相の迪里古に従って耶律剌葛の衆を大破した。
会同元年（938年）2月、室韋は白麃に進んだ。9月、黒車子室韋は遼朝に名馬を貢納した。
会同3年（940年）8月、阻卜・黒車子室韋・賃烈などが遼朝に朝貢した。 

### 金の時代
女真族の金朝が遼朝を打倒すると、室韋も金軍の兵500に攻められ、その民衆のほとんどが捕えられた。
以後、室韋の名は史書に見られなくなった。

### 三十姓タタルと九姓タタル
8世紀の『ホショ・ツァイダム碑文（キョル・テギン碑文）』に、「バイカル湖の東岸方面のクリカン（骨利干）とシラムレン川のキタン（契丹）の間に、オトゥズ・タタル（三十姓タタル）がいた」と刻まれたように、突厥の時代から室韋は三十姓タタルと呼ばれていたのであるが、一方で『シネ・ウス碑文』などに「トクズ・タタル（九姓タタル）」という集団がセレンゲ川下流近くに居住していたことも記されている。九姓タタルと三十姓タタルとの関係はわかっていないが、九姓タタルが三十姓タタルと同じ起源であるとすれば、これも室韋から分かれた集団であると推測できる。しかしながら、『新五代史』に記されている「達靼（たつたん、タタル）」は「靺鞨の遺種」と記されており、室韋の後身とは記されていない。
860年代に九姓タタルは回鶻（ウイグル）を滅ぼした黠戛斯（キルギス）を撃退し、オルホン川流域に割拠した。13世紀にモンゴルが強大になるまでモンゴル高原の支配部族であったケレイト王家はおそらく九姓タタルの後身である可能性が高い。
一方で室韋の旧地に残っていた三十姓タタルは、かつて九姓タタルが住んでいたセレンゲ川上流域や、ケルレン川上流にまで住地を広げ、13世紀に活躍するモンゴルやタタル部といった部族の起源となる。

### 萌古国
遼の大康10年（1084年）の2月と3月に萌古国が遼に遣使を派遣したことが『遼史』に記されている。これはアルグン川流域にいた蒙兀室韋がオノン川流域に移住したものと思われ、後のモンゴル部（蒙古）であるとされている。

## 習俗

### 衣食住
南室韋の衣服は契丹と同じであるが、北室韋のように狐と狢の毛皮や魚の皮を衣に加工して着る部族もある。男子は索髪し、女子は髪を束ねて髷を結い、膝を抱いて座る（体育座り）。
おもに豚や牛などの家畜と魚を食べる。南室韋では、豚と牛を飼っているが羊は飼っていない、穀物で麹醸酒を作って飲み、習俗は靺鞨と同じである。
低湿地で蚊や蚋が多く、夏は城で高床建物の住居（高床住居）に住む。冬は水草を追って遊牧を行い、突厥の氊車のような蘧蒢を家屋とする。しかし、雪の多い北室韋の地域では冬を丘陵の半地下住居で過ごす。

### 産業
南室韋は、粟・麦・稗が豊富で、冬は牧畜を行い、貂皮がよく獲れる。鉄は無く高句麗から略奪している。

北室韋は、鹿を獲って肉を食べ革を衣にする、漁網で魚を獲り、貂を捕まえるのを生業としている。

### 言語
中国の史書によると、室韋の言語は庫莫奚・契丹・豆莫婁と同じであり、後に萌古国（モンゴル）が台頭したことからモンゴル系であるとされている。

### 婚姻
西の北方遊牧民族のようなレビラト婚はなく、夫が死んだら再婚はしない。

### 葬儀
父母が死ぬと屍は林樹の上（もしくは大棚の上）に置かれ、男女の衆は3年間喪に服す。

### 部族長
室韋には統一的な君長がおらず、各々部族長を立てており、その部族長を「余莫弗瞞咄」・「乞引莫賀咄」・「莫賀咄（バガトル）」などといった。部族長が死んだら、その弟か息子が後を継ぐ。もし弟か息子がいなければ、豪傑を推薦して部族長に立てる。

## 参考資料
- 『魏書』（列伝第八十八）
- 『隋書』（列伝第四十九 北狄）
- 『北史』（列伝第八十二）
- 『旧唐書』（列伝第一百四十九下 北狄）
- 『新唐書』（列伝第一百四十四 北狄）
- 『新五代史』（四夷附録第三）
- 『遼史』（本紀第一 太祖上、本紀第二 太祖下、本紀第四、本紀第二十四 道宗四）
- 『金史』（本紀第二、列伝第三、列伝第九、列伝第五十九）
- 内田吟風、田村実造他『騎馬民族史1 正史北狄伝』（平凡社、1971年）
- 宮脇淳子『モンゴルの歴史 遊牧民の誕生からモンゴル国まで』（刀水書房、2002年、ISBN 4887082444）